# ムスティエ＝サント＝マリー
ムスティエ＝サント＝マリー （Moustiers-Sainte-Marie、古オック語:Mostiers Santa Maria）は、フランス、プロヴァンス＝アルプ＝コート・ダジュール地域圏、アルプ＝ド＝オート＝プロヴァンス県のコミューン。

## 概要

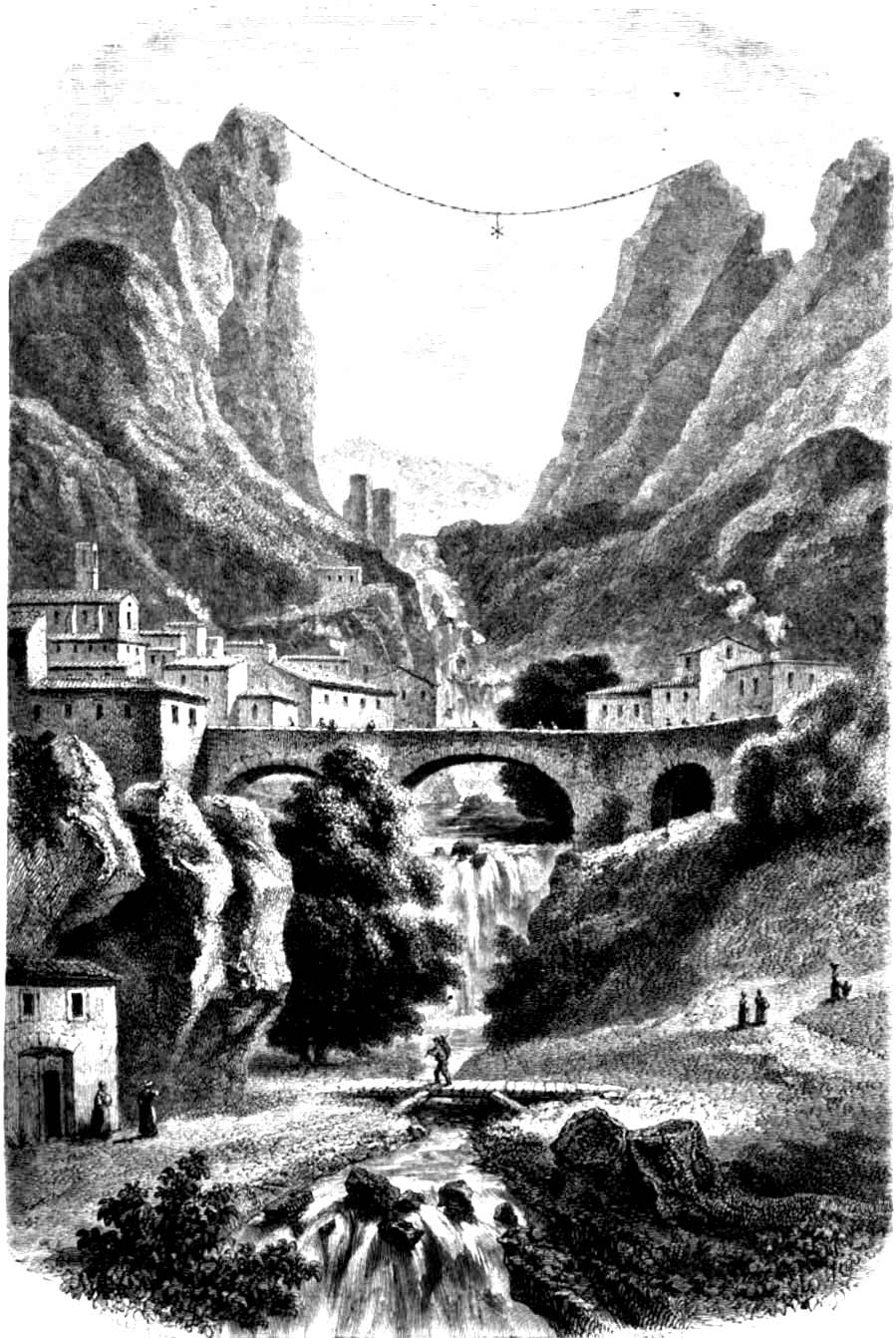
18世紀に描かれた村の絵

ヴェルドン渓谷（en）の西の入り口にある。最古の村の記録は5世紀である。数世紀に渡り、上薬をかけて美しく装飾したファイアンス焼きの一種、ムスティエ焼きの中心地として栄えてきた。フランスの最も美しい村に登録されている。
村は数百メートルもの石灰岩質の断崖にぶらさがっているように見える。泉が断崖からわき出て、直接村の中心部に注いだことで村ができあがった。夕暮れ時になると、太陽が断崖の南側を照らし、ほんの数分間であるが岩肌をピンク色に染める。村の上方にある2つの断崖の間を、225mの長さの鎖が架けられ、そこに星の飾りがついている。伝説によると、地元生まれの騎士が十字軍に参加してダミエッタでサラセン人の捕虜となり、故郷へ帰れたら星を吊すと神に誓いをたてた。彼は解放され帰国してから、誓いを守ったのだという。

## 経済
観光業が最も盛ん。次いでムスティエ焼き、農業（ラベンダーやハチミツの生産）、ヒツジの放牧が行われている。また、AOPであるオリーブオイル（"Huile d'olive de Haute-Provence"）も生産されている。

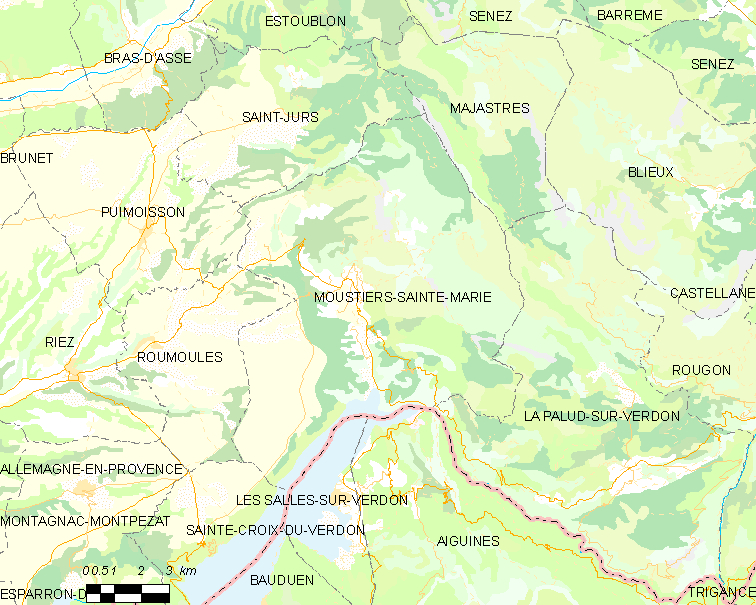
地図中央

## 参照
1. ↑  Huile d'olive de Haute-Provence